# 埃克托尔·比嫩特
埃克托尔·比嫩特（西班牙語：Héctor Vinent，1972年7月25日—），古巴男子拳击运动员。他曾代表古巴参加1992年和1996年夏季奥林匹克运动会拳击比赛，获得二枚金牌。他也曾参加1995年泛美运动会。